# 탑골공원 팔각정
탑골공원 팔각정(塔골公園 八角亭)은 영국인 브라운이 조성한 탑골공원과 함께 축조된 누정이다. 1989년 9월 11일 서울특별시의 유형문화재 제73호로 지정되었다

## 역사
탑골공원 팔각정 자리에는 조선초기에 원각사(圓覺寺)가 있었다. 원각사는 고려 때 흥복사(興福寺)라고 불리던 것을 조선 세조 10년(1464) 5월에 중건하며 이름을 고쳤는데, 연산군 10년(1504) 12월에 폐사(廢寺)되었다. 그 이듬해에는 장악원(掌樂院)을 이 자리로 옮기고, 다시 연방원(聯芳院)으로 그 이름을 고쳐 기생방이 되었다. 연산군이 축출된 후에는 한때 한성부의 관청으로 사용하기도 하였다가 중종 9년(1514)에 원각사의 재목으로 공공건물의 영선(營繕)에 쓰게 되어 그 자취가 완전히 없어졌고, 지금은 원각사탑과 비(碑)만 남아 있다.
탑골공원은 조선 말 고종 임금 당시에 총세무사(總稅務司)로 있던 영국인 브라운(John Mcleavy Brown, 栢卓安)이 1895년(또는 1896년) 이 곳을 도시공원으로 만들 것을 건의하여 공원으로 되었다. 이 공원은 원래 황실공원이었으며, 처음에는 탑이 있다 하여 탑골공원이라 하였고, 그 후에 파고다공원으로 불렸다가, 1991년부터 탑골공원으로 공식명칭이 되었다.
탑골공원 팔각정은 1897년 건립되고 1902년 고종 즉위 40년을 기념하는 대대적인 행사를 위하여 군악대의 연주 장소로 지어진 것으로 추정된다. 그때 건립되어 오늘날까지 남아 전하는 팔각정은 황실 관현악단이 쓰던 황실 음악 연주소였다. 당시 일요일에 한하여 일반에게 공개되어 관현악을 듣고자 많은 시민들이 모여들곤 하였으며, 평일에도 일반에게 공개하기 시작한 것은 1913년 7월부터다.
도편수 배희한(裵喜漢)에 의하면, 이 건물은 광화문에 있는 고종 즉위 40년 칭경기념비전과 아울러 도편수 최백현에 의해 지어진 것이라고 한다. 최백현은 경복궁 중건과 창덕궁 수리에 참여했던 궁궐목수이며, 최원식에서 배희한으로 이어지는 도편수 계보의 스승이었다.
팔각정과 탑골공원은 1919년 3월 1일 당시 청년학도와 애국시민이 이 곳에 모여 학생대표의 선언문 낭독에 이어 대한민국 만세를 외치고 시위 행진을 벌였던 3·1독립운동의 발상지다. 1969년 3월 발행 한국은행권 오십원 지폐 앞면에는 팔각정 모습이 국보 제2호 원각사지십층석탑과 같이 그려져 있다

## 구조
이 건물은 건물 내부의 고주와 바깥쪽의 평주로 내외진을 형성하며 기둥열이 구성되어 팔각형 평면을 이루고 있으며, 외진 한변의 길이는 12자이다. 외진을 이루는 평주의 높이는 11자이고, 내진을 이루는 고주의 높이는 14자이다. 평주 상부에는 몰익공(勿翼工)에 운공(雲工)이 부가되었고, 겹처마의 팔각지붕으로, 지붕 꼭대기에는 2단의 절병통을 설치하였고, 사래 끝에는 토수를 꽂아 마무리했다.
평주와 고주 사이에는 툇보를 걸어 추녀방향으로 기둥 외측에 익공이 설치되었으며, 내부 고주 사이에는 대들보를 걸었고, 고주 상부에서 대들보의 머리가 내밀었는데 좌우로 균형을 맞추기 위해 그 밑에 네 방향으로 익공을 설치하였다. 대들보와 직각방향으로도 단면이 작은 부재로 보를 걸었고, 그 상부에 동자주를 세우고 상중도리를 얹었으며, 고주와 상중도리 사이에는 각서까래를 사용하여 부채꼴 모양의 지붕을 구성하였다. 지붕의 중앙부는 중심에서 십자로 충량을 걸어 중심부를 관통하는 찰주를 받도록 하였다.
기단은 각 면을 둘러가며 장대석으로 다섯 단의 층단식 기단으로 처리하였고 내부 바닥에는 박석을 깔았다. 단청은 모루단청이며, 외진주열에는 각 면에 낙양을 설치하고 무궁화 당초로 장식하였으며, 머리초 사이의 계풍에는 소나무ㆍ난초ㆍ국화 등의 그림으로 장식하여 일반적인 단청과는 달리 한국적인 정서가 강조된 문양들로 시대적 특성을 보이고 있다. 이 건물은 외관상의 비례가 훌륭하여 남산 팔각정의 모본(模本)이 되기도 하였다.

## 건축
조선과 대한제국의 유명한 건축기사 심의석(沈宜錫)이 건축에 참여하여 1897년 완공되었다.

## 참고자료
- 탑골공원 팔각정 - 국가유산청 국가유산포털

 본 문서에는 서울특별시에서 지식공유 프로젝트를 통해 퍼블릭 도메인으로 공개한 저작물을 기초로 작성된 내용이 포함되어 있습니다.